# Dark Star (singolo)
Dark Star è un brano musicale del gruppo statunitense dei Grateful Dead pubblicato come singolo nell'aprile del 1968. Il lato B è Born Cross-Eyed.
È stato inserito nella classifica dei 500 brani che plasmarono il rock redatta da Rolling Stone.

## Il brano
Il brano è stato scritto da Robert Hunter e Jerry Garcia con la collaborazione degli altri componenti del gruppo. Divenne presto uno dei brani simbolo del gruppo durante le esibizioni dal vivo.
Furono registrate varie versioni dal vivo, la più celebre è quella pubblicata sul doppio disco dal vivo Live/Dead estesa ad oltre 23 minuti e considerata dal critico Piero Scaruffi il capolavoro del gruppo e di tutto l'acid rock. Ci sono state versioni molto più lunghe come quella di 43 minuti e 27 secondi del 6 dicembre 1973 o quella di oltre 1 ora del 1969 in medley con The Eleven, accreditata a Mickey and the Hartbeats, nome usato dal gruppo in una formazione rimaneggiata con cui suonò per alcuni mesi tra il 1968 ed 1969.

### Composizione e pubblicazione
Nel maggio 1967, Garcia compose gli accordi preliminari della canzone, ma a questo stadio il brano non aveva ancora un testo ed era senza titolo. Qualche mese dopo, Robert Hunter, che sarebbe diventato il paroliere fisso dei Grateful Dead, tornò in California e vide la band provare la canzone. Si mise subito a scrivere un testo e contribuì fornendo il titolo al pezzo. Come spiegato da Hunter in molteplici occasioni, egli rielaborò i primi versi di The Love Song of J. Alfred Prufrock per impiegarli nel ritornello.
Dark Star fu inizialmente pubblicata su singolo nel 1968, senza riscuotere particolare interesse. Delle 1600 copie stampate dalla Warner Bros. nel 1968, solo 500 circa furono vendute.

## Tracce
- Dark Star - 2:40
- Born Cross-Eyed - 3:00